# 元史
| 中國二十四史 | 中國二十四史   | 中國二十四史 | 中國二十四史 | 中國二十四史 |
| 次序         | 書名           | 作者         | 作者         |              |
| 次序         | 書名           | 姓名         | 時代         |              |
| ------------ | -------------- | ------------ | ------------ | ------------ |
| 1            | 史记           | 司馬遷       | 西漢         |              |
| 2            | 汉书           | 班固         | 東漢         |              |
| 3            | 后汉书         | 范曄         | 劉宋         |              |
| 4            | 三國志         | 陈寿         | 西晋         |              |
| 5            | 晋书           | 房玄龄等     | 唐           |              |
| 6            | 宋书           | 沈约         | 蕭梁         |              |
| 7            | 南齐书         | 萧子显       | 蕭梁         |              |
| 8            | 梁书           | 姚思廉       | 唐           |              |
| 9            | 陈书           | 姚思廉       | 唐           |              |
| 10           | 魏书           | 魏收         | 北齐         |              |
| 11           | 北齐书         | 李百药       | 唐           |              |
| 12           | 周书           | 令狐德棻等   | 唐           |              |
| 13           | 南史           | 李延寿       | 唐           |              |
| 14           | 北史           | 李延寿       | 唐           |              |
| 15           | 隋书           | 魏徵等       | 唐           |              |
| 16           | 旧唐书         | 刘昫等       | 后晋         |              |
| 17           | 新唐书         | 欧阳修等     | 北宋         |              |
| 18           | 旧五代史       | 薛居正等     | 北宋         |              |
| 19           | 新五代史       | 欧阳修       | 北宋         |              |
| 20           | 宋史           | 脱脱等       | 元           |              |
| 21           | 辽史           | 脱脱等       | 元           |              |
| 22           | 金史           | 脱脱等       | 元           |              |
| 23           | 元史           | 宋濂等       | 明           |              |
| 24           | 明史           | 张廷玉等     | 清           |              |
| 相關         | 東觀漢記       | 劉珍等       | 東漢         |              |
| 相關         | 新元史         | 柯劭忞       | 民國         |              |
| 相關         | 清史稿         | 趙爾巽等     | 民國         |              |
| 相關         | 點校本二十四史 | 顧頡剛等     | 共和國       |              |

《元史》是明朝的李善長等奉明太祖之命編撰的纪传体史書，共210卷，有本纪47卷，志58卷，表8卷，列传97卷。二十四史之一。

## 概要
明太祖朱元璋於洪武二年（1369年）下令修《元史》，並且要求史官「直述其事，毋溢美 ，毋隱惡，庶合公論，以垂鑒戒」，以徐达从元大都取得的《十三朝实录》和元代修的典章制度史《元经世大典》為基礎，命左丞相李善長為監修官，前《起居注》宋濂、漳州府通判王禕為總裁官，徵山林遺逸之士汪克寬、胡翰、宋僖、陶凱、陳基、曾魯、高啟、趙汸、張文海、徐尊生、黃篪、傅恕、王錡、傅著、謝徽等十五人為纂修官，開局於天界寺，宋濂是主要負責人，八月十一日，完成了本紀37卷，志53卷，表6卷，列傳63卷。由於元順帝脫歡帖木兒以後的實錄，暫付闕如，全书没有完成；朱元璋又遣歐陽佑持等12人，收集史料。洪武三年明太祖再次下诏重修《元史》，二月六日重开史局，仍以宋濂、王祎为总裁，以趙壎、朱右、貝瓊、朱世廉、王廉、王彝、張孟兼、高遜志、李懋、張宣、李汶、張簡、杜寅、俞寅、殷弼等十五人为纂修官。是年七月一日，纂成順帝一朝本紀10卷，志5卷、表2卷、列傳36卷。至此《元史》粗成，前後兩度開館修史，成书仅用331天。後合前後兩部，釐為210卷。歷代修史皆有論贊之辭，唯《元史》不作論贊。
《元史》的《本紀》和《志》佔全書一半，而《本紀》佔全書近四分之一，《文宗紀》幾是一年一卷。清代學者錢大昕（1728年－1804年）說：「古今史成之速，未有如《元史》者；而文之陋劣，亦無如《元史》者。」主要認為它的編纂工作過於草率，錯誤百出，清代汪輝祖的《元史本證》指出《元史》中3700餘項錯誤。例如：《元史》中存在有一人兩傳的缺失，如速不台與雪不台本是一人，完者都與完者拔都是一人，石抹也先與石抹阿辛是一個人，《元史》中都列有兩傳。再者，譯名不一，如八思巴又譯八合思八、巴思八、八合斯巴，再如天顺帝阿里（剌）吉八又讹称为阿速吉八（根据《蒙古源流》及藏文《红史》等书更正）等。錢大昕有志重修元史，但只完成了《氏族表》和《藝文志》。
直到清末民初柯劭忞（1848年－1933年）集三十年努力撰成《新元史》，凡二百五十七卷，才算有了一部差強人意的元代史書。1921年，中華民國大總統徐世昌下令將《新元史》列為「正史」，與舊有二十四史合稱二十五史。
《新元史》從史學角度而言，《大元一統志》、《元經世大典》等所引述的參考史料早在編寫之前已經散佚，因此許多敘述只能是編纂。《新元史》在文字修飾上雖然比舊《元史》有提高，但書中所引用的新資料，都沒有註明出處。《元史》敘述文體簡潔，並非陋劣，作為研究元代之原始史料之價值，仍然是不能忽視的。

## 訂正補充
明朝解縉《元史正誤》、朱右《元史拾遺》、許浩《元史闡微》，清朝魏源《元史新編》、邵遠平《元史類編》。清朝洪鈞出使歐洲各國後，發現西方各國蒙古學研究甚豐，遂羅集當時西方有關蒙古之書，翻譯成《元史譯文証補》，在中國印行後，震驚史學界，引起中國參考西書重修元史之風。另有屠寄《蒙兀兒史記》，從《永樂大典》輯出的《元朝秘史》。這些書籍對《元史》作了不少增補考證，但仍有許多遺漏，始終不能替代《元史》。

## 内容

### 本紀
1. 本紀第一 - 太祖
2. 本紀第二 - 太宗・定宗
3. 本紀第三 - 憲宗
4. 本紀第四 - 世祖一
5. 本紀第五 - 世祖二
6. 本紀第六 - 世祖三
7. 本紀第七 - 世祖四
8. 本紀第八 - 世祖五
9. 本紀第九 - 世祖六
10. 本紀第十 - 世祖七
11. 本紀第十一 - 世祖八
12. 本紀第十二 - 世祖九
13. 本紀第十三 - 世祖十
14. 本紀第十四 - 世祖十一
15. 本紀第十五 - 世祖十二
16. 本紀第十六 - 世祖十三
17. 本紀第十七 - 世祖十四
18. 本紀第十八 - 成宗一
19. 本紀第十九 - 成宗二
20. 本紀第二十 - 成宗三
21. 本紀第二十一 - 成宗四
22. 本紀第二十二 - 武宗一
23. 本紀第二十三 - 武宗二
24. 本紀第二十四 - 仁宗一
25. 本紀第二十五 - 仁宗三
26. 本紀第二十六 - 仁宗四
27. 本紀第二十七 - 英宗一
28. 本紀第二十八 - 英宗二
29. 本紀第二十九 - 泰定帝一
30. 本紀第三十 - 泰定帝二
31. 本紀第三十一 - 明宗
32. 本紀第三十二 - 文宗一
33. 本紀第三十三 - 文宗二
34. 本紀第三十四 - 文宗三
35. 本紀第三十五 - 文宗四
36. 本紀第三十六 - 文宗五
37. 本紀第三十七 - 寧宗
38. 本紀第三十八 - 順帝一
39. 本紀第三十九 - 順帝二
40. 本紀第四十 - 順帝三
41. 本紀第四十一 - 順帝四
42. 本紀第四十二 - 順帝五
43. 本紀第四十三 - 順帝六
44. 本紀第四十四 - 順帝七
45. 本紀第四十五 - 順帝八
46. 本紀第四十六 - 順帝九
47. 本紀第四十七 - 順帝十

### 志
1. 志第一 - 天文一
2. 志第二 - 天文二
3. 志第三上 - 五行一
4. 志第三下 - 五行二
5. 志第四 - 曆一
6. 志第五 - 曆二
7. 志第六 - 曆三
8. 志第七 - 曆四
9. 志第八 - 曆五
10. 志第九 - 曆六
11. 志第十 - 地理一
12. 志第十一 - 地理二
13. 志第十二 - 地理三
14. 志第十三 - 地理四
15. 志第十四 - 地理五
16. 志第十五 - 地理六
17. 志第十六 - 河渠一
18. 志第十七上 - 河渠二
19. 志第十七下 - 河渠三
20. 志第十八 - 礼乐一
21. 志第十九 - 礼乐二
22. 志第二十 - 礼乐三
23. 志第二十一 - 礼乐四
24. 志第二十二 - 礼乐五
25. 志第二十三 - 祭祀一
26. 志第二十四 - 祭祀二
27. 志第二十五 - 祭祀三
28. 志第二十六 - 祭祀四
29. 志第二十七上 - 祭祀五
30. 志第二十七下 - 祭祀六
31. 志第二十八 - 輿服一
32. 志第二十九 - 輿服二
33. 志第三十 - 輿服三
34. 志第三十一 - 選举一
35. 志第三十二 - 選举二
36. 志第三十三 - 選举三
37. 志第三十四 - 選举四
38. 志第三十五 - 百官一
39. 志第三十六 - 百官二
40. 志第三十七 - 百官三
41. 志第三十八 - 百官四
42. 志第三十九 - 百官五
43. 志第四十 - 百官六
44. 志第四十一上 - 百官七
45. 志第四十一下 - 百官八・選举附録
46. 志第四十二 - 食貨一
47. 志第四十三 - 食貨二
48. 志第四十四 - 食貨三
49. 志第四十五上 - 食貨四
50. 志第四十五下 - 食貨五
51. 志第四十六 - 兵一
52. 志第四十七 - 兵二
53. 志第四十八 - 兵三
54. 志第四十九 - 兵四
55. 志第五十 - 刑法一
56. 志第五十一 - 刑法二
57. 志第五十二 - 刑法三
58. 志第五十三 - 刑法四

### 表
1. 表第一 - 后妃表
2. 表第二 - 宗室世系表
3. 表第三 - 諸王表
4. 表第四 - 諸公主表
5. 表第五上 - 三公表一
6. 表第五下 - 三公表二
7. 表第六上 - 宰相年表一
8. 表第六下 - 宰相年表二

### 列传
1. 列传第一 后妃一 - 太祖后孛兒台旭真・太宗后脱列哥那・定宗后斡兀立海迷失・憲宗后忽都台・世祖后察必・世祖后南必・成宗后失憐答里・成宗后卜魯罕・武宗后真哥・武宗后速哥失里・武宗妃亦乞烈氏・唐兀氏・仁宗后阿納失失里・英宗后速哥八剌・泰定帝后八不罕・泰定帝妃必罕・速哥答里・明宗后邁來迪・明宗后八不沙・文宗后卜答失里・寧宗后答里也忒迷失・順帝后答納失里・順帝后伯颜忽都・順帝后完者忽都
2. 列传第二 - 睿宗・裕宗・显宗・順宗
3. 列传第三 后妃二 - 睿宗后唆魯和帖尼・裕宗后伯藍也怯赤・显宗后普颜怯里迷失・順宗后答己
4. 列传第四 - 別里古台・朮赤・禿剌・牙忽都・宽徹普化・帖木兒不花
5. 列传第五 - 特薛禪・孛禿・阿剌兀思剔吉忽里
6. 列传第六 - 木华黎・博爾朮・博爾忽
7. 列传第七 - 察罕・札八兒火者・朮赤台・鎮海・肖乃台・吾也而・曷思麥里
8. 列传第八 - 速不台・按竺邇・畏答兒・博罗欢・抄思
9. 列传第九 - 巴而朮阿而忒的斤・铁迈赤・按扎兒・忙漢・雪不台・唵木海・昔里鈐部・槊直腯魯華・昔兒吉思・哈散納
10. 列传第十 - 布智兒・召烈台抄兀儿・闊闊不花・拜延八都魯・阿朮魯・紹古兒子忽都虎・阿剌瓦而思・抄兒・阿必察・也蒲甘卜・昂阿禿・趙阿哥潘・純只海・苫徹拔都兒・怯怯里子相兀速・塔不已兒・脱察剌・直脱兒子忽剌出・月里麻思・捏古剌・阿塔赤・阿兒思蘭・哈八兒禿子察罕・艾貌
11. 列传第十一 - 塔本・哈剌亦哈赤北魯・塔塔統阿・岳璘帖穆爾・李楨・速哥・忙哥撒兒・孟速思
12. 列传第十二 - 赛典赤·赡思丁・布魯海牙・高智耀・铁哥
13. 列传第十三 - 安童・廉希憲
14. 列传第十四 - 伯颜
15. 列传第十五 - 阿朮・阿里海牙・相威・土土哈
16. 列传第十六 - 來阿八赤・紐璘・阿剌罕・阿塔海・唆都・李恒
17. 列传第十七 - 徹里・不忽木・完泽・阿魯渾薩理
18. 列传第十八 - 速哥・囊加歹・忙兀台・奧魯赤祖朔魯罕・完者都・伯帖木兒・怀都・亦黑迷失・拜降
19. 列传第十九 - 杭忽思・步魯合答・玉哇失・麥里・探馬赤・拔都兒・昂吉兒・哈剌䚟・沙全・帖木兒不花
20. 列传第二十 - 塔出・拜延・也罕的斤・葉仙鼐・脱力世官・忽剌出・重喜・旦只兒・脱欢・失里伯・孛蘭奚・怯烈・暗伯・也速䚟兒・昔都兒
21. 列传第二十一 - 撒吉思・昔班・铁连・愛薛・闊闊・禿忽魯・唐仁祖・朶兒赤・和尚・劉容・迦魯納答思・闊里吉思・小雲石脱忽憐・斡羅思・朶羅台・也先不花
22. 列传第二十二 - 铁哥朮・塔出・塔里赤・塔海帖木兒・口兒吉・忽都・孛兒速・月举連赤海牙・阿答赤・明安・忽林失・失剌拔都兒・徹里・曷剌・乞台・脱因納・和尚
23. 列传第二十三 - 哈剌哈孫・阿沙不花・拜住
24. 列传第二十四 - 察罕・曲樞・阿礼海牙・奕赫抵雅爾丁・脱烈海牙
25. 列传第二十五 - 康里脱脱・燕帖木儿・伯颜・馬札兒台・脱脱
26. 列传第二十六 - 乃蛮台・朶兒只・朶爾直班・阿魯圖・紐的該
27. 列传第二十七 - 別兒怯不花・太平・鐵木兒塔識・達識帖睦邇
28. 列传第二十八 - 太不花・察罕帖木兒・擴廓帖木兒
29. 列传第二十九 - 答失八都魯・慶童・也速・徹里帖木兒・納麟
30. 列传第三十 - 馬祖常・自當・阿榮・小雲石海涯・泰不華・余闕
31. 列传第三十一 - 答里麻・月魯帖木兒・卜颜铁木儿・星吉・福寿・道童
32. 列传第三十二 - 亦憐真班・廉惠山海牙・月魯不花・達礼麻識理
33. 列传第三十三 - 耶律楚材・粘合重山・楊惟中
34. 列传第三十四 - 張柔・史天倪・史天祥
35. 列传第三十五 - 董俊・嚴實
36. 列传第三十六 - 耶律留哥・劉伯林・郭寶玉・石天應・耶律禿花・王珣
37. 列传第三十七 - 石抹也先・何伯祥・李守賢・耶律阿海・何實・郝和尚拔都・趙瑨・石抹明安・張榮・劉亨安
38. 列传第三十八 - 薛塔剌海・高鬧兒・王義・王玉・趙迪・邸順・王善・杜豐・石抹孛迭兒・賈塔剌渾・奧敦世英・田雄・張拔都・張榮・趙天錫
39. 列传第三十九 - 張晉亨・王珍・楊傑只哥・劉通・岳存・張子良・唐慶・齊榮顯・石天祿・石抹阿辛・劉斌・趙柔
40. 列传第四十 - 劉敏・王檝・王守道・高宣・王玉汝・焦德裕・石天麟・李邦瑞・楊奐・賈居貞
41. 列传第四十一 - 洪福源・鄭鼎・李進・石抹按只・謁只里・鄭温
42. 列传第四十二 - 汪世顯・史天澤
43. 列传第四十三 - 董文炳・張弘範
44. 列传第四十四 - 劉秉忠・張文謙・郝經
45. 列传第四十五 - 姚樞・許衡・竇默
46. 列传第四十六 - 宋子貞・商挺・趙良弼・趙璧
47. 列传第四十七 - 王磐・王鶚・高鳴・李冶・李昶・劉肅・王思廉・李謙・徐世隆・孟祺・閻復
48. 列传第四十八 - 楊大淵・劉整
49. 列传第四十九 - 李忽蘭吉・李庭・史弼・高興・劉国傑
50. 列传第五十 - 李德輝・張雄飛・張德輝・馬亨・程思廉・烏古孫澤・趙炳
51. 列传第五十一 - 楊恭懿・王恂・郭守敬・楊桓・楊果・王構・魏初・焦養直・孟攀鱗・尚野・李之紹
52. 列传第五十二 - 張禧・賈文備・解誠・管如德・趙匣剌・周全・孔元・朱国宝・張立・齊秉節・張萬嘉努・郭昂・綦公直・楊賽音布哈・鮮卑仲吉・完顏實珠
53. 列传第五十三 - 王綧・隋世昌・羅璧・劉恩・石高山・鞏彥暉・蔡珍・張泰亨・賀祉・孟德・鄭義・張榮實・石抹狗狗・楚鼎・樊楫・張均・信苴日・段興智・信苴福・王昔剌・趙宏偉
54. 列传第五十四 - 張立道・張庭珍・張惠・劉好礼・王国昌・姜彧・張礎・譚資榮・王惲
55. 列传第五十五 - 陳祐・劉宣・何榮祖・陳思濟・秦長卿・姚天福・許国禎
56. 列传第五十六 - 賀仁傑・賈昔剌・劉哈剌八都魯・石抹明里・謝仲温・高觿・張九思・王伯勝
57. 列传第五十七 - 尚文・申屠致遠・雷膺・胡祗遹・王利用・暢師文・張炤・袁裕・張昉・郝彬・高源・楊湜・吳鼎・梁德珪
58. 列传第五十八 - 劉因・吳澄
59. 列传第五十九 - 程鉅夫・趙孟頫・鄧文原・袁桷・曹元用・齊履謙
60. 列传第六十 - 崔斌・崔彧・葉李・燕公楠・馬紹
61. 列传第六十一 - 姚燧・郭貫・夾谷之奇・劉賡・耶律有尚・郝天挺・張孔孫
62. 列传第六十二 - 張珪・李孟・張養浩・敬儼
63. 列传第六十三 - 曹伯啟・李元礼・王寿・王倚・劉正・謝讓・韓若愚・趙師魯・劉德温・尉遲德誠・秦起宗
64. 列传第六十四 - 張思明・吳元珪・張昇・臧夢解・陳顥
65. 列传第六十五 - 梁曾・劉敏中・王約・王結・張伯淳
66. 列传第六十六 - 賀勝・楊朶兒只・蕭拜住
67. 列传第六十七 - 耶律希亮・趙世延・孔思晦
68. 列传第六十八 - 元明善・虞集・揭傒斯・黄溍
69. 列传第六十九 - 張起巖・歐陽玄・許有壬・宋本・謝端
70. 列传第七十 - 王守誠・王思誠・李好文・孛朮魯翀・李泂・蘇天爵
71. 列传第七十一 - 王都中・王克敬・任速哥・陳思謙・韓元善・崔敬
72. 列传第七十二 - 呂思誠・汪泽民・干文传・韓鏞・李稷・蓋苗
73. 列传第七十三 - 張楨・歸暘・陳祖仁・成遵・曹鑑・張翥
74. 列传第七十四 - 烏古孫良楨・賈魯・逯魯曾・貢師泰・周伯琦・吴當
75. 列传第七十五 - 董摶霄・劉哈剌不花・王英・石抹宜孫
76. 列传第七十六 儒学一 - 趙復・金履祥・許謙・陳櫟・胡一桂・黄泽・同恕・安熙
77. 列传第七十七 儒学二 - 胡長孺・熊朋來・戴表元・牟应龍・陳孚・董朴・楊載・劉詵・韓性・吴师道・陸文圭・周仁荣・陳旅・李孝光・宇文公諒・伯颜・贍思
78. 列传第七十八 良吏一 - 譚澄・許維禎・許楫・田滋・卜天璋
79. 列传第七十九 良吏二 - 耶律伯堅・段直・諳都剌・楊景行・林興祖・观音奴・周自強・白景亮・王艮・盧琦・邹伯颜・劉秉直・許義夫
80. 列传第八十 忠義一 - 李伯温・石珪・攸哈剌拔都・任志・耶律忒末・伯八・合剌普華・劉天孚・蕭景茂
81. 列传第八十一 忠義二 - 張桓・李黼・李齐・褚不華・郭嘉・喜同・韓因・卞琛・喬彝・颜瑜・王士元・楊樸・趙璉・孫撝・石普・盛昭・楊乘・納速剌丁
82. 列传第八十二 忠義三 - 伯颜不花的斤・樊执敬・全普庵撒里・周鏜・聶炳・劉耕孫・俞述祖・桂完泽・丑閭・孛羅帖木兒・彭庭堅・王伯颜・劉濬・朶里不花・野峻台・陳君用・卜理牙敦・潮海・魏中立
83. 列传第八十三 忠義四 - 普颜不花・閔本・趙弘毅・鄭玉・柏帖穆爾・迭里彌实・朴賽因不花・丁好礼
84. 列传第八十四 孝友一 - 王閏・郭道卿・蕭道寿・郭狗狗・張閏・田改住・寧豬狗・畢也速答立・樊淵・劉德泉・郭回・孔全・楊一・趙毓・胡光遠・陳韶孫・李忠・李茂・羊仁・趙一德・王思聪・徹徹・王初应・鄭文嗣・王薦・郭全・楊皞・丁文忠・邵敬祖・扈鐸・孙秀实・宗杞・赵荣・吴好直・余丙・徐鈺・尹莘・刘廷让・劉通・張旺舅・張思孝・杜佑・長寿・孫瑾・張恭・訾汝道
85. 列传第八十五 孝友二 - 王庸・黄贇・石明三・劉琦・劉源・祝公荣・陸思孝・姜兼・胡伴侶・王士弘・何从义・哈都赤・高必達・曾德・靳昺・黄道賢・史彦斌・張紹祖・李明德・張緝・魏敬益・湯霖・孫抑・石永・王克己・劉思敬・呂祐・周乐
86. 列传第八十六 隱逸 - 杜瑛・張特立・杜本・孫轍・何中・武恪
87. 列传第八十七 列女一 - 朱淑信・葛妙真・李冬兒・朱錦哥・馮淑安・趙哇兒・王安哥
88. 列传第八十八 列女二 - 范妙元・陳淑真・夏婉常・潘妙圓・劉翠哥・羅妙安・安正同・徐彩鸞・禹淑靜
89. 列传第八十九 釋老 - 八思巴・丘处機・祁志誠・張宗演・酈希成・蕭輔道
90. 列传第九十 方技 - 田忠良・靳德進・張康・孫威・阿老瓦丁・亦思馬因・阿尼哥
91. 列传第九十一 宦者 - 李邦寧・朴不花
92. 列传第九十二 姦臣 - 阿合馬・盧世荣・桑哥・铁木迭兒・哈麻・搠思監
93. 列传第九十三 叛臣 - 李璮・王文統・阿魯輝帖木兒
94. 列传第九十四 逆臣 - 铁失・孛羅帖木兒
95. 列传第九十五 外夷一 - 高麗・耽羅・日本
96. 列传第九十六 外夷二 - 安南
97. 列传第九十七 外夷三 - 緬・占城・暹・爪哇・瑠求・三嶼

### 進元史表
附录：进元史表

## 延伸阅读
[在维基数据编辑]
 在维基文库阅读本作品原文（ 在维基共享资源阅览影像）
 《元史 (四庫全書本)》
 《欽定古今圖書集成·理學彙編·經籍典·元史部》，出自陈梦雷《古今圖書集成》